# Thorntown (Indiana)
Thorntown es un pueblo ubicado en el condado de Boone en el estado estadounidense de Indiana. En el Censo de 2010 tenía una población de 1520 habitantes y una densidad poblacional de 973,26 personas por km².

## Geografía
Thorntown se encuentra ubicado en las coordenadas 40°7′46″N 86°36′36″O / 40.12944, -86.61000. Según la Oficina del Censo de los Estados Unidos, Thorntown tiene una superficie total de 1.56 km², de la cual 1.56 km² corresponden a tierra firme y (0%) 0 km² es agua.

## Demografía
Según el censo de 2010, había 1520 personas residiendo en Thorntown. La densidad de población era de 973,26 hab./km². De los 1520 habitantes, Thorntown estaba compuesto por el 99.14% blancos, el 0.07% eran afroamericanos, el 0.2% eran amerindios, el 0% eran asiáticos, el 0% eran isleños del Pacífico, el 0.07% eran de otras razas y el 0.53% pertenecían a dos o más razas. Del total de la población el 0.72% eran hispanos o latinos de cualquier raza.